# Suessa Pometia
Suessa Pometia (in greco antico Σούεσσα Πωμεντιάνη) fu una città del Latium vetus, la cui collocazione è ancora incerta.

## Storia
Suessa Pometia o Pometia è citata da numerosi autori antichi , ma rimane priva di precisa localizzazione: probabile tra le moderne Aprilia e città di Pomezia, fondate entrambi negli anni trenta del XX secolo, quest'ultima ne riprende infatti solo il nome.
Virgilio la cita tra le colonie di Alba Longa, nel qual caso la si dovrebbe annoverare tra le città latine, come anche per Diodoro.Tito Livio e Strabone invece attestano che era volsca. 
A Suessa nel 578 a.C. si ritirarono in esilio i due figli di Anco Marzio, che avevano assoldato i sicari di Tarquinio Prisco, dopo che Servio Tullio era salito al trono con il favore del popolo.  Suessa fu poi conquistata da parte del re di Roma Tarquinio il Superbo, e questo episodio segnò l'inizio di oltre due secoli di scontri.
Suessa Pometia doveva essere una città ricca, se Tarquinio poté iniziare i lavori di costruzione del tempio di Giove Ottimo Massimo al Campidoglio, grazie al bottino raccolto dai Romani a seguito della sua conquista.
In seguito la città si consegnò agli Aurunci e quindi nel 502 a.C. fu nuovamente presa dai Romani guidati dal console Spurio Cassio Vecellino, che la distrussero e ridussero gli abitanti in schiavitù.
Nonostante questa sconfitta, la città riappare nel 495 a.C. in mano dei Volsci, che, temendo la reazione di Roma, lasciò a questa 300 figli di nobili come ostaggi a garanzia della nuova tregua: ma i Romani, non fidandosi più dei Volsci, guidati da Publio Servilio Prisco Strutto, ebbero la meglio, distruggendo ancora Suessa , di cui non si ha più notizia nelle cronache successive.
Le successive vicende sono ignote; la città scomparve senza lasciare traccia.
Riguardo Suessa, Plinio il Vecchio racconta che in essa i romani vi deportarono una neonata di nome Valeria, perché nata con i denti, fatto questo considerato di malagurio per la città  di nascita della bambina.

## Localizzazione
La localizzazione di Suessa Pometia è ancora ignota, anche se è stata avanzata l'ipotesi (1968 da P. Brandizzi Vitucci, 1972 da F. Melis e S. Quilici Gigli) che corrispondesse all'area archeologica di Caprifico di Torrecchia, oggi nel territorio di Cisterna di Latina.